# Buttons
Cet article concerne la chanson. Pour le film, voir Buttons (film).
Singles de The Pussycat Dolls
Beep
(2006) I Don't Need a Man (en)
(2006)
Buttons est une chanson du groupe américain The Pussycat Dolls en featuring avec Snoop Dogg issue de l'album studio PCD (2005).

## Clip vidéo
Francis Lawrence a réalisé le clip vidéo de « Buttons » la semaine du 20 mars 2006, sur une période de trois jours. Lors d'une interview avec le New York Post, Scherzinger a déclaré que le groupe devait revenir à ses racines burlesques. « Nous voulions revenir aux racines des Dolls, opter pour l'ambiance corset et la rendre un peu plus brute et plus chaude. » Dans une séquence des coulisses incluse dans leur album live PCD Live from London (2006), la membre Kimberly Wyatt a acquiescé en disant : « donc, pour notre cinquième vidéo, nous avons décidé de monter d'un cran. Il était temps de voir ce que nous représentons. Tom Breihan de The Village Voice a décrit le clip vidéo d'accompagnement comme une « grande vidéo pop brillante » composée d'un « montage tape-à-l'œil, d'une chorégraphie décente, [et] d'un look distinctif. » La vidéo comprend des routines dans un tunnel et une routine de danse de style Bollywood vers la fin. Samantha Friedman de VH1 a décrit la routine de danse comme « intrigante, sexy et impertinente ».
La vidéo commence avec Snoop Dogg en train d'interpréter son rap tandis que Scherzinger danse autour de lui de manière séduisante. Alors que le premier refrain commence, le groupe, vêtu de tenues noires suggestives, marche vers un tunnel où ils exécutent plus tard un striptease. Alors que le deuxième refrain commence, on les voit jouer sur une barre horizontale. Vers la fin du refrain, Scherzinger se sépare du groupe et se produit devant un décor de rideaux faits de bijoux, puis se met à danser autour d'une chaise. Avant le début du refrain, quatre chaises supplémentaires et le groupe exécutent une routine de danse. Melody Thornton se sépare du reste en faisant ses improvisations mélismatiques sur le refrain. Lorsque le couplet de Snoop Dogg commence, les Pussycat Dolls sont montrées marchant vers lui. Pendant le breakdown, les filles dansent tandis que la fumée se remplit et à mi-chemin de la vidéo, le sol prend feu. La vidéo se termine avec le groupe s'éloignant.